# Église Saint-Dominique de Leeuwarden
L' Église Saint-Dominique de Leeuwarden est une église catholique située dans la ville de Leeuwarden dans le nord des Pays-Bas.
Elle est dédiée à saint Dominique.
L'église cruciforme à trois nefs de 1937 a été construite de 1936 à 1937 selon les plans de H. Van Beers. Elle possède une tour du côté est et une autre du côté ouest
L'église est un monument national (Rijksmonumenten) depuis 2001

## Dimensions
Les dimensions de l'édifice sont les suivantes  :
- Hauteur sous voûte de la nef: 23 m
- Hauteur sous voûte à la croisée du transept: 35 m

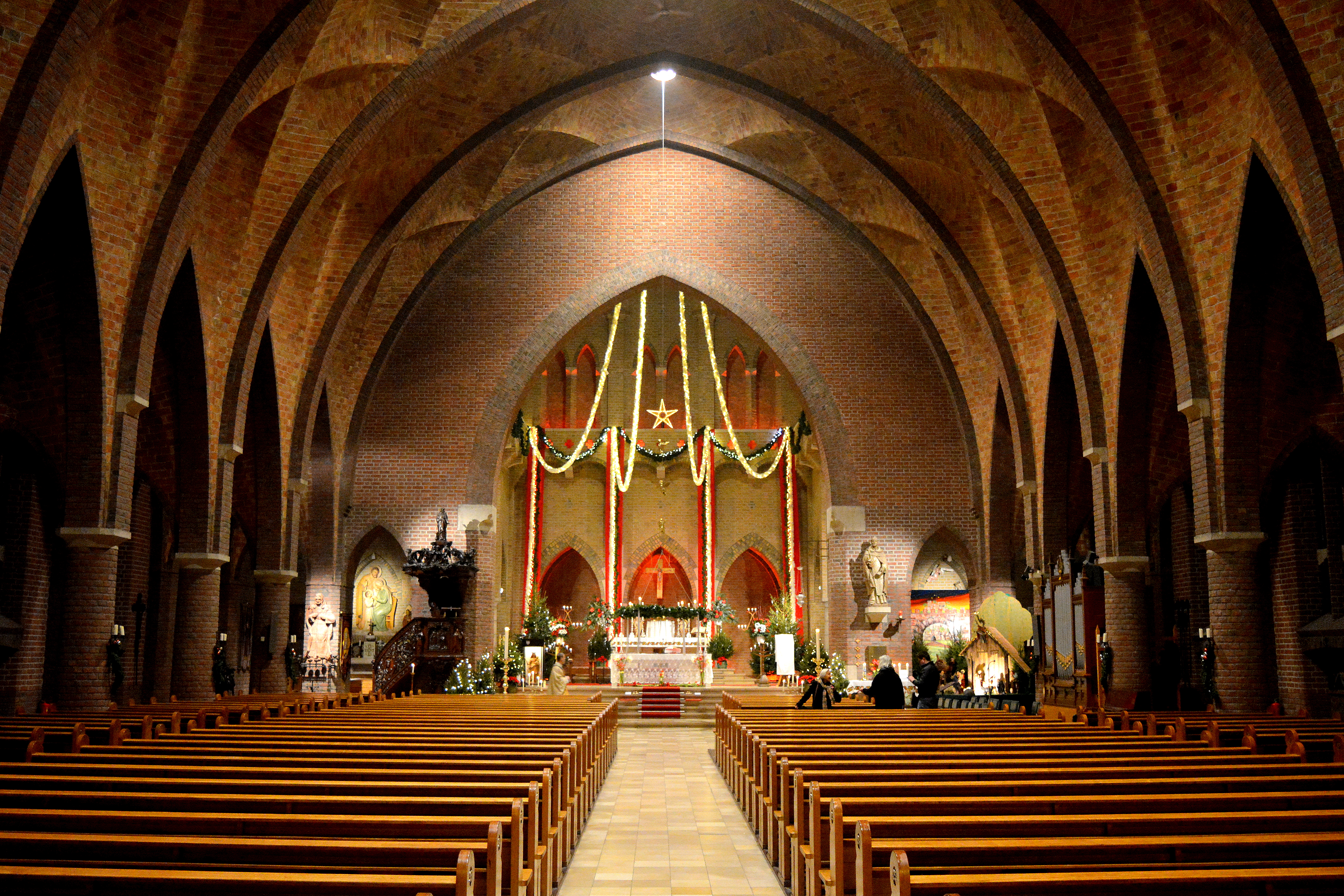
Intérieur de l'église

- Hauteur de la tour: 65 m